# Зниклі безвісти 3
Зниклі безвісти 3 (англ. Braddock: Missing in Action III) — американський бойовик 1988 року режисера Аарона Норріса.

## Сюжет
Полковник Бреддок, якому вдалося втекти з жорстокого полону, повертається назад у В'єтнам на пошуки дружини, яку він вважав загиблою під час бомбування в останні дні перед відходом американців.

## У ролях
| Актор            | Роль                       |
| ---------------- | -------------------------- |
| Чак Норріс       | полковник Джеймс Бреддок   |
| Акі Алеонг       | генерал Куок               |
| Роланд Гарра III | Ван Тан Канг               |
| Мікі Кім         | Лін Тан Канг               |
| Єгуда Ефроні     | Поланські                  |
| Рон Баркер       | Мік                        |
| Флойд Левайн     | генерал Дункан             |
| Джек Рейдер      | Літлджон                   |
| Мелінда Бетрон   | Туї                        |
| Рік Пріето       | агент ЦРУ                  |
| Жан Майкл Шульц  | агент ЦРУ                  |
| Кіт Девід        | капітан у воріт посольства |
| Роберт Джочхейм  | охоронець посольства       |
| Тхюй Лін Самора  | секретар посольства        |
| Піта Ліборо      | подруга Лін                |
| Джефф Габберстед | пілот                      |
| Говард Джексон   | пілот                      |
| Річард Кінг      | солдат В'єтконга           |
| Джеймс МакКензі  | репортер                   |
| Нік Расселл      | гравець                    |

## Саундтрек
| Список треків | Список треків                                      | Список треків |
| #             | Назва                                              | Тривалість    |
| ------------- | -------------------------------------------------- | ------------- |
| 1.            | «Main Title (Missing In Action)»                   | 1:45          |
| 2.            | «Lin's Theme»                                      | 3:55          |
| 3.            | «The Search/The Drive»                             | 3:03          |
| 4.            | «Flashback/Lin's Struggle»                         | 1:36          |
| 5.            | «Nasty Trucks/Braddock Shot»                       | 1:46          |
| 6.            | «Priest's Tale»                                    | 2:02          |
| 7.            | «Up The River»                                     | 1:42          |
| 8.            | «Reunion»                                          | 6:39          |
| 9.            | «Narrow Escape»                                    | 2:43          |
| 10.           | «Quoc/How Do You Do?/Search The Mission»           | 4:47          |
| 11.           | «Scare Kids/Rape»                                  | 1:42          |
| 12.           | «Kill Rapist»                                      | 1:00          |
| 13.           | «Kids Walk»                                        | 2:46          |
| 14.           | «Car Chase/Jeep Chase (Missing In Action)»         | 3:48          |
| 15.           | «After Crash (Missing In Action)»                  | 2:10          |
| 16.           | «Father/Son/Braddock Crawls To Border»             | 1:48          |
| 17.           | «Mothership»                                       | 3:06          |
| 18.           | «March To Freedom/End Credits (Missing In Action)» | 5:26          |
| 52:24         |                                                    |               |